# Ewald Mataré
Pour les articles homonymes, voir Mataré.
Ewald Mataré (25 février 1887 à Burtscheid – 28 mars 1965  à Büderich (de)) est un peintre et sculpteur allemand.

## Biographie
Ewald Wilhelm Hubert Mataré se forme à l'Académie des arts de Berlin à partir de 1907. Il était un élève de Julius Ehrentraut (né en 1841) et de Lovis Corinth (1858-1925). En 1918, il rejoint le Novembergruppe. Mataré s'est principalement consacré à la sculpture. Une grande partie de son œuvre sculptée est composée de figures animalières.
En 1932, il obtient une chaire à l'Académie des beaux-arts de Düsseldorf. Après 1933, la vie culturelle et artistique en Allemagne est étouffée par l'idéologie nazie. Mataré est dénoncé comme étant « dégénéré » et perd son poste. Une de ses sculptures, « Die Katze » (Le Chat), est d'ailleurs placé dans le salon de l'Art dégénéré de Munich, en 1937. Mataré se tourne alors vers l'art sacré.
Après la guerre, Mataré devient directeur de l'Académie des beaux-arts de Düsseldorf, mais démissionne assez rapidement. Il continue à donner des cours particuliers à des élèves comme Karl Franke, Günter Haese, Erwin Heerich, Georg Meistermann et travaille pour différents mécènes.
Il participe aux documenta 1 (première grande exposition d'art moderne dans l'Allemagne de l'après-guerre) et documenta 2, respectivement en 1955 et 1959, à Cassel.